# 毕华林
毕华林（1927年—2007年8月11日），男，北京（一作山东烟台）人，中国机械工程专家，曾任武汉水运工程学院院长、教授。